# NGC 6217
NGC 6217 es una galaxia espiral barrada ubicada en la constelación de la Osa Menor a unos 60 millones de años luz del Sol. Debido a su bajo brillo, hace falta un telescopio con una abertura bastante grande (más de 200 mm) y un cielo muy oscuro para poder observarla. 
NGC 6217 fue el primer objeto del que se obtuvo una imagen con la Cámara avanzada para sondeos (en inglés Advanced Camera for Surveys; o ACS, por sus siglas) del Telescopio espacial Hubble, después de que recibiera los servicios prestados por la misión STS-125. Dicha imagen fue tomada como parte de las tareas de calibración y prueba de la ACS después de su restauración.